# Sylviane Corgiat
Sylviane Corgiat est une romancière et scénariste française de bandes dessinées, née le 21 février 1955 à Aix-en-Provence. En tant que romancière, elle a écrit aussi bien des polars, des romans de science-fiction que de la littérature destinée à la jeunesse. Elle est également scénariste, pour la télévision, de séries telles que Navarro ou La Crim'. Depuis 2004, elle écrit principalement des scénarios de bandes dessinées pour divers dessinateurs.

## Biographie
« J’ai commencé à écrire dans des ateliers d’écriture à la fac de lettres d’Aix-en-Provence dont l’un, animé par Roger Bozzetto, était centré sur la science-fiction. Ce qui m’a tout de suite passionné, c’était d’inventer des histoires tout en cherchant le moyen formel de les écrire. Mon goût pour les histoires va de pair avec le plaisir des mots, du langage, de la forme. »

## Œuvres

### Scénarios de bande dessinée
- série Stellaire, Les Humanoïdes associés
  1. L'Appel des dieux, scénario de Sylviane Corgiat et Patrick Galliano, dessins de Christelle Pécout et Alberto Ponticelli, 2004  (ISBN 2-7316-6335-9)

- série Lune d'ombre, scénario de Sylviane Corgiat, dessins de Christelle Pécout, Les Humanoïdes associés
  1. La Pirate andalouse, 2004  (ISBN 2-7316-6288-3)
  2. La Tour du silence, 2005  (ISBN 2-7316-1635-0)
  3. L'Île aux Démons, 2006  (ISBN 2-7316-1688-1)
  4. L'Arbre carnivore, 2007  (ISBN 978-2-7316-2009-2)

- série Elias le maudit, scénario de Sylviane Corgiat ; dessins de Corrado Mastantuono[3]
  1. Le Jeu des corps célestes, Les Humanoïdes associés, 2004
  2. La Peste rousse, Les Humanoïdes associés, 2007
  3. Le soldat d'argile, Les Humanoïdes associés, 2007

- série Neferites, scénario de Sylviane Corgiat et Patrick Galliano, dessins de ChrisCross

1. L’Embaumeur, Les Humanoïdes associés coll. « Dédales », 2006

- série Les Épées de verre, scénario de Sylviane Corgiat, dessins de Laura Zuccheri, Les Humanoïdes associés
  1. Yama, 2009
  2. Ilango, 2011
  3. Tigran, 2013
  4. Dolmon, 2014

### Nouvelles
- La Vallée des ascenseurs, nouvelle de Sylviane Corgiat et  Bruno Lecigne, parue dans le recueil La Frontière éclatée, 3e tome de la collection La Grande Anthologie de la science-fiction, en 1989.
- Paysages de la troisième guerre mondiale, écrite en 1978, parue dans Univers n° 16, mars 1979, p. 60.
- Camp Wilfrid, nouvelle de Sylviane Corgiat et Bruno Lecigne, parue dans le numéro 355 de la revue Fiction en octobre 1984.

### Romans
- Une souris verte par Sylviane Corgiat et Bruno Lecigne, Fleuve Noir, coll. « Engrenage » no 82 (1983)
- Le Trompe-la-mort par Sylviane Corgiat, Fleuve Noir, coll. « Engrenage » no 91 (1984)
- Dépression venue de l'Atlantique par Sylviane Corgiat et Bruno Lecigne, Fleuve Noir, coll. « Engrenage » no 128 (1985)
- Le Rêve et l'assassin par Sylviane Corgiat et Bruno Lecigne, Fleuve Noir Anticipation no 1486 (1986)
- Le Programme troisième guerre mondiale par Sylviane Corgiat et Bruno Lecigne, Fleuve Noir Anticipation no 1506 (1986)
- L'Araignée par Sylviane Corgiat et Bruno Lecigne, Fleuve Noir Anticipation no 1527 (1987)
- Le Souffle de cristal par Sylviane Corgiat et Bruno Lecigne, Fleuve Noir Anticipation no 1555 (1987)
- Immolations par Thierry Bataille, Sylviane Corgiat et Bruno Lecigne, Fleuve Noir, coll. « Gore » (1987)[4]
- Le Masque d'écailles par Sylviane Corgiat et Bruno Lecigne, Fleuve Noir Anticipation no 1610 (1988)
- Le Cycle des Chimères avec Bruno Lecigne, éditions Plasma
  1. Le Titan de Galova [5]  (ISBN 2866960122)
  2. Océane [6]  (ISBN 2866960211)

### Œuvres pour la jeunesse
- Les Trafiquants de mémoire, Rageot (1987)
- Noël sans frontières, collectif : douze histoires policières, Rageot (2003)
- Une Ombre en cavale de Sylviane Corgiat et Bruno Lecigne, Rageot, coll. « Cascade - Policier » (2003)

### Scénarios pour la télévision
- Série Navarro (pour TF1) :  
  - Le Fils Unique, avec Éric Prungnaud
  - Coups Bas, avec Éric Prungnaud[7]
- Série La Crim' (pour France2), avec Éric Prungnaud : 
  - Sacrifice
  - Camille
  - Abnégation
  - Enfance volée
  - Le Secret
  - Taxi de nuit
  - Douleur assassine
- Téléfilm La Doc et le Véto (pour France 3) de Thierry Binisti

## Récompenses et distinctions
- Grand prix du livre Jeunesse pour son roman Les Trafiquants de mémoire.